# Kumite
Kumite (tiếng Nhật: 組手) trong tiếng Nhật Bản có nghĩa là "vật lộn", là hình thức đối kháng trong nhiều môn võ thuật đương đại.
Kumite là một trong ba phần chủ đạo trong tập luyện Karate, cùng với Kata và Kihon.

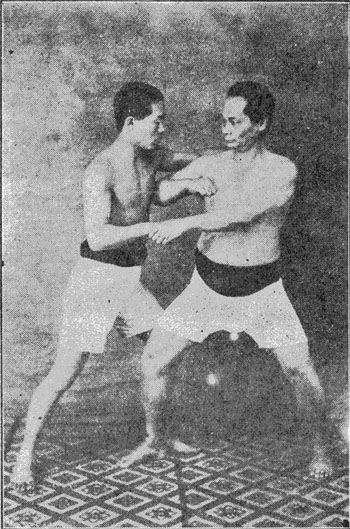
Kumite (1926)

## Nội dung

Một trận đấu Kumite trong võ đường

Thi đấu Kumite ở giải Quốc tế

### Một số quy tắc tính điểm

- Kumite trong trường phái Kyokushin